# Barbara Castle
Barbara Castle (n. 6 octombrie 1910 – d. 3 mai 2002) este un om politic britanic, membru al Parlamentului European în perioadele 1979-1984 și 1984-1989 din partea Regatului Unit.
1. 1 2 3  Autoritatea BnF, accesat în 10 octombrie 2015
2. 1 2  Barbara Castle, Munzinger Personen, accesat în 9 octombrie 2017
3. 1 2  Barbara Anne Betts, Baroness Castle of Blackburn, The Peerage, accesat în 9 octombrie 2017
4. 1 2  Barbara Castle, Baroness Castle of Blackburn, SNAC, accesat în 9 octombrie 2017
5. 1 2  A Historical Dictionary of British Women
6. 1 2  Oxford Dictionary of National Biography
7. 1 2  The Peerage
8. 1 2  Deputații în Parlamentul European
9. 1 2 3 4 5 6 7 8 9 10  Hansard 1803–2005